# Franz Heck (Radsportler)
Franz Heck (* 6. Februar 1899 in Gilsdorf; † 8. Januar 1977 in Cannes) war ein luxemburgischer Radrennfahrer.

## Sportliche Laufbahn
1922 wurde Franz Heck luxemburgischer Meister im Straßenrennen, im Jahr darauf Vize-Meister. Heck war der erste Luxemburger, der auch Steherrennen fuhr, vor allem auf der Radrennbahn im Pariser Buffalo-Stadion. Die Wintersaison 1924/1925 verbrachte er in den Vereinigten Staaten und fuhr auch dort erfolgreich Steherrennen. 1923 wurde er Landesmeister auf der Bahn im Sprint. Er war als einziger Starter erschienen, fuhr die vom Verband vorgeschriebene Rundenzahl und bekam den Titel zuerkannt.
Er beendete seine Laufbahn im Oktober 1928 nach einem Bahnrennen in Paris.